# لغة التدريس
لغة التدريس (الجمع: لغات التدريس) هي لغة تُستخدم في التدريس. قد تكون أو لا تكون اللغة الرسمية للبلد أو الإقليم. إذا كانت اللغة الأم للطلاب مختلفة عن اللغة الرسمية، فيُمكن استخدامها كوسيلة تعليم لجزء من الدراسة أو كلها. قد يتضمن التعليم ثنائي اللغة أو متعدد اللغات استخدام أكثر من لغة واحدة للتعليم. تَعتبر منظمة اليونسكو أن “توفير التعليم باللغة الأم للطفل هو بالفعل قضية حاسمة”. في برامج التعليم ما بعد الثانوي و الجامعي و الخاص غالبًا ما يتم تدريس المحتوى بلغة لا يتم التحدث بها في منازل الطلاب. يُشار إلى ذلك بالتعلم المستند إلى المحتوى أو المحتوى و التعلم المتكامل للغة (CLIL). في الحالات التي تكون فيها وسيلة تعليم التخصصات الأكاديمية هي اللغة الإنجليزية في البلدان التي لا تكون اللغة الإنجليزية هي اللغة الأولى فيها، يُشار إلى هذه الظاهرة باسم التعليم باللغة الإنجليزية (EMI).